# Montmeyran
Montmeyran là một xã thuộc tỉnh Drôme trong vùng Auvergne-Rhône-Alpes ở đông nam nước Pháp. Xã Montmeyran nằm ở khu vực có độ cao 191 mét trên mực nước biển.